# Clinamen
Als Clinamen (griechisch: geringfügige Abweichung) bezeichnen Epikur und Lukrez das Element des Zufalls im Rahmen des Determinismus.
Zugrunde liegt dabei die Vorstellung, dass die Welt aus kleinsten Teilchen (Atomen) besteht, die sich in einem unaufhörlichen Fall durch den leeren Raum befinden. Bei diesem Fall blieben sie getrennt, gäbe es nicht kleinste Bewegungsabweichungen, durch die es zu Zusammenballungen und zu den Erscheinungen der Sinnenwelt kommt.
In den Worten von Lukrez’ De rerum natura:
wenn die Körper durchs Leere nach unten geradewegs stürzen
mit ihrem eignen Gewicht, so springen zu schwankender Zeit
und an schwankendem Ort von der Bahn sie ab um ein Kleines,
so, daß du von geänderter Richtung zu sprechen vermöchtest.
Wären sie nicht gewohnt sich zu beugen (declinare solerent), würd alles nach unten,
wie die Tropfen des Regens, fallen im grundlosen Leeren,
wäre nicht Anstoß entstanden noch Schlag den Körpern geschaffen
worden. So hätte nichts die Natur je schaffend vollendet.
(Buch 2, V. 217–224, Übers. Karl Büchner)
Den Begriff clinamen gebraucht Lukrez wenig später, nachdem er die Möglichkeit des Menschen, in den gesetzmäßigen Ablauf der Dinge einzugreifen, als Beleg angeführt hat, dass dieser Ablauf nicht vollständig determiniert sein kann:
Daß der Sinn aber selber nicht habe
inneren Zwang in allen Dingen, welche er anfängt,
und wie ein Besiegter gedrängt ist zu tragen und zu leiden,
das bewirkt der Ursprungskörper winzige Beugung (exiguum clinamen),
weder am festen Ort noch auch zum sicheren Zeitpunkt.
(V. 289–293)